# Ljuboje Dlustuš
Ljuboje Dlustuš (Šaptinovci, Našice, 3. travnja 1850. – 17. studenog 1921.) bio je hrvatski i bosanskohercegovački pedagog, književni kritičar i povjesničar.

## Životopis
Osnovnu školu završio je u rodnom mjestu, gimnaziju u Požegi, učiteljsku u Đakovu. U Bosnu i Hercegovinu došao 1879. godine nakon službovanja u Slavoniji i na Sušaku. U Sarajevu je prvo učitelj, a zatim radi u školskoj upravi Zemaljske vlade sve do umirovljenja 1910. godine. Zaslužan za razvoj školstva u Bosni i Hercegovini. Pisao pjesme pod pseudonimom Uvelak. Članke i studije iz književnosti i povijesti književnosti objavljivao u mnogim listovima i časopisima. Vjenčani kum Silvija Strahimira Kranjčevića. 

## Djela
- Filozofija u drevnih Helena (1890.)
- Studije i dojmovi sa svjetske izložbe i internacionalnoga nastavnog kongresa 1900. u Parizu (1906.)
- Proslov predsjednika Kluba hrv. Književnika u Osijeku Lj. Dl. Na sijelu prigodom blagdana 5. srpnja 1911. (1911.)
- Franjo Marković, njegov život i rad (1915.)
- Život i probrane pjesme Silvija Strahimira Kranjčevića (1918.)
- Slava Petru Preradoviću (1918.)